# Міхаель (фільм, 1924)
«Міхаель» (нім. Michael) — німецька фільм-драма 1924 року, поставлений режисером Карлом Теодором Дреєром за мотивами однойменного роману Германа Банґа, який вийшов у 1902 році (вперше був екранізований у 1916 році Моріцем Стіллером — «Крила»). Фільм вважається однією з віх гей-кіно.

## Сюжет
Відомий художник Клод Зорет закохується у свою модель Міхаеля. Вони деякий час живуть щасливо як партнери. Проте Зорет значно старший за свого обранця і з часом Міхаель віддаляється від нього, хоча Клод цього не помічає.
Одного разу до художника приходить збанкрутіла графиня, яка під приводом замовлення портрета мала намір спокусити його і виманити в нього гроші. Проте вона швидко виявляє, що Міхаель більше схильний до неї і перемикається на нього. Міхаель закохується в графиню. Дізнавшись про це, Клод страшенно пригнічений.
Міхаель продає заради графині свій портрет, створений Клодом, який був йому подарунком. Потім починає красти і продавати ескізи, зроблені Зоретом в Алжирі, де вони уперше зустрілися і покохали один одного. Через деякий час Міхаель і графиня від'їжджають.
Клод починає писати велику роботу, що називається «Людина, яка втратила усе», малюючи людину, що лежить на пляжі Алжиру. Після завершення картини Зорет сильно захворює. Біля його смертного одру стоїть його друг журналіст Чарльз Світт, який завжди любив його, завжди був з ним, ніколи не критикував Міхаеля, боячись зачепити нерозділене кохання друга. Світт посилає листа Міхаелю із звісткою про те, що Зорет помирає і просить його негайно приїхати. Проте графиня не дала листу дійти до адресата. Останні слова Зорета, які також служать прологом до фільму: «Тепер я можу спокійно померти, бо я бачив справжнє кохання».

## В ролях
| Вальтер Слезак      | ···· | Міхаель                 |
| Макс Ауцінгер       | ···· | Жуль, мажордом          |
| Нора Грегор         | ···· | графиня Лучія Замікофф  |
| Роберт Гаррісон     | ···· | Чарльз Світт, журналіст |
| Беньямін Крістенсен | ···· | Клод Зорет              |
| Дідьє Аслан         | ···· | герцог де Монтьє        |
| Олександр Мурський  | ···· | містер Аделскройд       |
| Карл Фройнд         | ···· | Леблан, арт-дилер       |